# اگاندا
اگاندا (به انگلیسی: Aggunda) یک روستا در هند است که در کارناتاکا واقع شده‌است.